# Näldens IF
Le Näldens IF est un club de hockey sur glace de Nälden en Suède. Il évolue en Division 1, troisième échelon suédois.

## Historique
Le club a été créé en 1908.

## Palmarès
- Aucun titre.